# Кохановский сельский совет (Збаражский район)
Кохановский сельский совет (укр. Коханівська сільська рада) — входит в состав
Збаражского района
Тернопольской области
Украины.
Административный центр сельского совета находится в 
с. Кохановка.

## История
- 1940 — дата образования.

## Населённые пункты совета
- с. Кохановка
- с. Гнидава
- с. Диброва